# Johann-Adams-Mühle

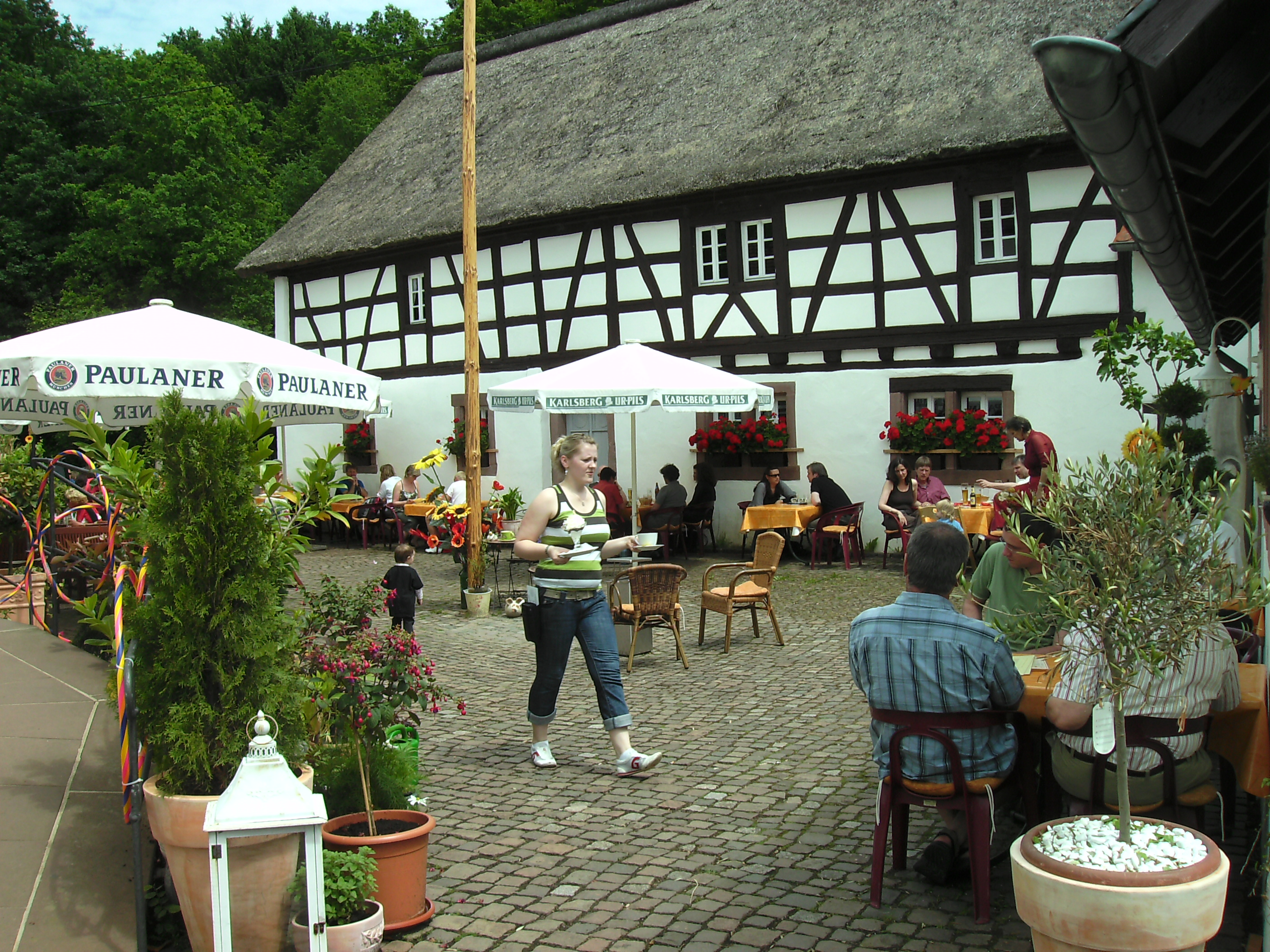
Historische Johann-Adams-Mühle mit Landgasthof

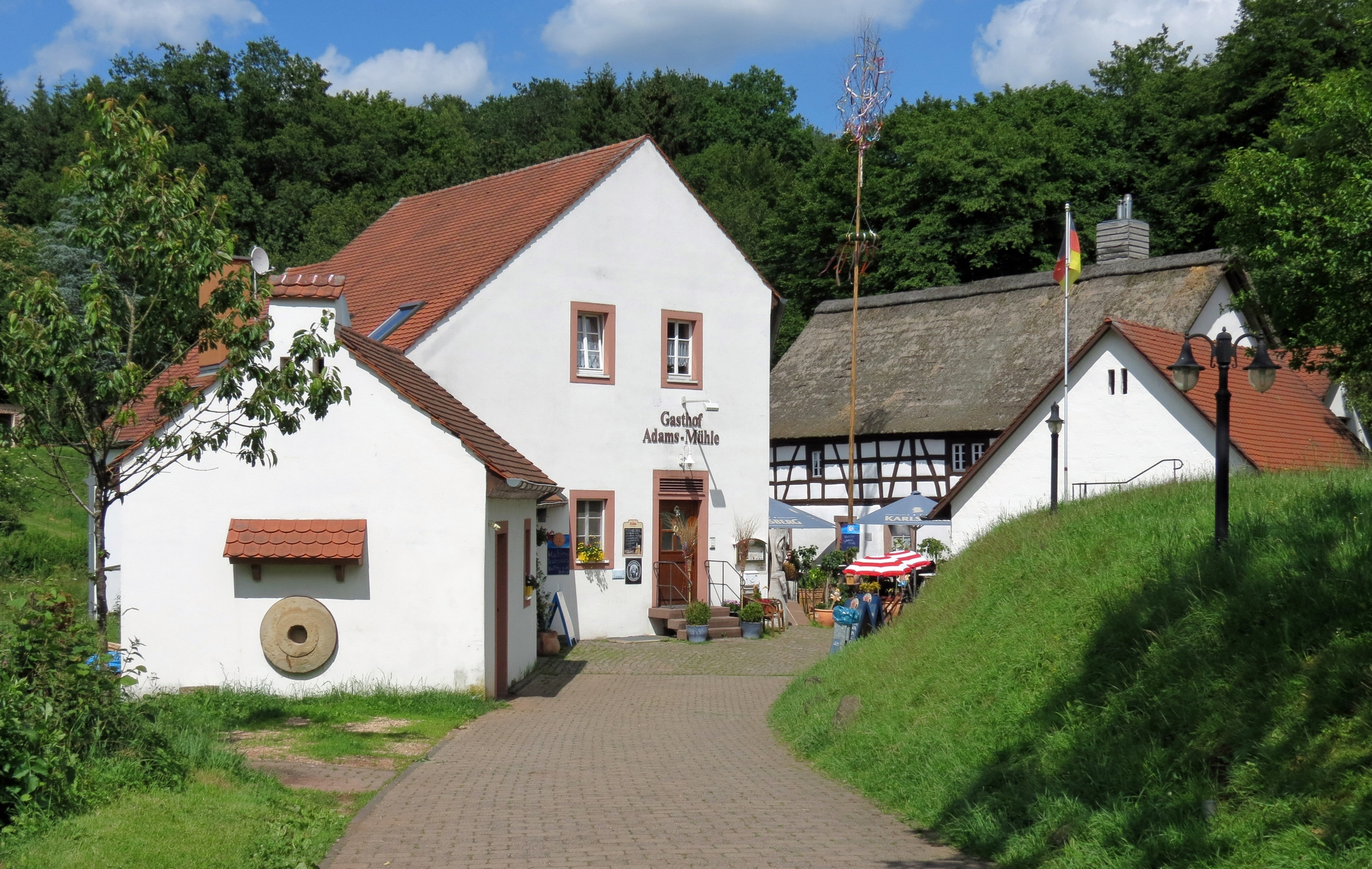
Gebäudeensemble

Die Johann-Adams-Mühle ist eine historische Mühle in Theley. Sie liegt von diesem rund zehn Minuten entfernt. Die Mühle gilt als eines der letzten erhaltenen Mühlenanwesen im Saarland mit einer mittelalterlichen Mahlstube. Im Jahr 1589 fand sie ihre erstmalige schriftliche Erwähnung. Die heutigen Mühlengebäude mit dem eingeschossigen, reetgedeckten Fachwerkbau und einem hochgezogenen Mühlrad gehen auf das Jahr 1735 zurück. Die Mühle war früher eine Bann-Herrschaftsmühle, in der jeder Dorfbewohner sein Korn mahlen musste. Anfang des 20. Jahrhunderts betrieben die damaligen Müller ihr Geschäft nicht mehr, und die Mühle verfiel nach und nach. 1983 erwarb die Gemeinde Tholey die Johann-Adams-Mühle und restaurierte sie originalgetreu.
1995 wurden die Restaurierungsarbeiten beendet, seither befindet sich das Mühlenensemble wieder in seinem ursprünglichen Zustand. In dem Hauptgebäude wurde ein Mühlenmuseum eingerichtet, hier befindet sich auch der Mahlstein der Bosener Mühle. Der ehemalige Kleintierstall wird als Austragungsort für zahlreiche kulturelle und gesellschaftliche Veranstaltungen genutzt. Im ehemaligen Wirtschaftsgebäude, früher bestehend aus Scheune und Großviehstall, befindet sich eine Landgaststätte. Ein besonderes Angebot stellen die Brotbackkurse dar, die von April bis Oktober angeboten werden.